# Sammy Kaye
Sammy Kaye (* 13. März 1910 in Lakewood, Ohio als Samuel Zarnocay Junior; † 2. Juni 1987 in Ridgewood, New Jersey) war ein US-amerikanischer Orchesterleiter und Komponist.
Kaye spielte Saxophon und Klarinette und studierte Bauingenieurwesen an der Ohio University. Nachdem er mit Campusbands gespielt hatte, gründete er Anfang der 1930er Jahre in Cleveland seine erste Band. Anfang der 1940er Jahre war seine Band in den USA sehr populär; Kaye war später bekannt für das Einbeziehen des Publikums in den Bandbetrieb, bei dem Zuschauer die Band „leiten“ durften: Mit „So You Want To Lead A Band?“ (engl. Sie möchten also eine Band führen?) wurden Freiwillige auf die Bühne gebeten und konnten durch Dirigieren einen Taktstock gewinnen. Dieses Programm wurde dann auch Teil einer Radioshow und kurz vom Fernsehen übernommen. Ein weiterer Gimmick Kayes war die Vermarktung eines Buchs mit Gedichten (Sunday Serenade Book of Poems) in der Show. Seine Band spielte einen von Guy Lombardo beeinflussten Sweet Stil; lediglich für ein Album mit Dixieland Jazz Mitte der 60er wich er von seinem kommerziellen Stil ab. Zu dem Musikern, mit denen er zusammenarbeitete, gehörten Ralph Flanagan, Dale Cornell und Marty Oscard, zu den Sängern gehörten unter anderem Don Cornell und Nancy Norman.
Kaye nahm eine Reihe von Schallplatten für die Labels Vocalion, Victor und Columbia auf. Zwischen 1941 und 1950 hatte Kaye 23 Top-Ten-Hits in den US-Singlecharts, darunter die Nummer-eins-Hits Daddy (1941), Chickery Chick (1945), I'm A Big Girl Now und The Old Lamplighter (1946). Nach seinem Wechsel von RCA Records zu Columbia Records im Sommer 1950 erreichte seine erste Single für Columbia Harbor Lights erneut den Spitzenplatz der Charts; dies war sein letzter großer Erfolg.
Nach seinem Tod wurde er in die amerikanische Big Band and Jazz Hall of Fame des Jahres 1992 aufgenommen.